# Liste des conseillers généraux de la Somme de 1945 à 1949
 (août 2023).
Si vous disposez d'ouvrages ou d'articles de référence ou si vous connaissez des sites web de qualité traitant du thème abordé ici, merci de compléter l'article en donnant les références utiles à sa vérifiabilité et en les liant à la section « Notes et références ».
Cet article dresse la liste des 41 membres du Conseil général de la Somme élus lors de l'élection cantonale de 1945, ainsi que les changements intervenus en cours de mandature.

## Composition du conseil général de laSomme(41 sièges)

### Assemblée départementale en début mandature
| Parti                                          | Sigle | Sigle     | Élus | Groupe                          |
| ---------------------------------------------- | ----- | --------- | ---- | ------------------------------- |
| Centre-gauche (27 sièges)                      |       |           |      |                                 |
| Section française de l'Internationale ouvrière |       | SFIO      | 17   | Socialiste                      |
| Parti radical-socialiste                       |       | Rad.      | 8    | Radical et radical-socialiste   |
| Radicaux indépendants                          |       | Rad. indé | 2    | Radical et radical-socialiste   |
| Gauche (10 sièges)                             |       |           |      |                                 |
| Parti communiste français                      |       | PCF       | 9    | Communiste                      |
| Union républicaine et résistance               |       | URR       | 1    | Communiste                      |
| Centre-droit (4 sièges)                        |       |           |      |                                 |
| Mouvement républicain populaire                |       | MRP       | 4    | Mouvement républicain popualire |
| Président du Conseil Général                   |       |           |      |                                 |
| Max Lejeune (SFIO)                             |       |           |      |                                 |

### Assemblée départementale en fin mandature
| Parti                                          | Sigle | Sigle     | Élus | Groupe                                  |
| ---------------------------------------------- | ----- | --------- | ---- | --------------------------------------- |
| Centre-gauche (27 sièges)                      |       |           |      |                                         |
| Section française de l'Internationale ouvrière |       | SFIO      | 17   | Socialiste                              |
| Parti radical-socialiste                       |       | Rad.      | 8    | Rassemblement des gauches républicaines |
| Radicaux indépendants                          |       | Rad. indé | 1    | Rassemblement des gauches républicaines |
| Républicains indépendants                      |       | RI        | 1    | Rassemblement des gauches républicaines |
| Gauche (10 sièges)                             |       |           |      |                                         |
| Parti communiste français                      |       | PCF       | 10   | Communiste                              |
| Droite (4 sièges)                              |       |           |      |                                         |
| Mouvement républicain populaire                |       | MRP       | 3    | Indépendants                            |
| Rassemblement du peuple français               |       | RPF       | 1    | Indépendants                            |
| Président du Conseil Général                   |       |           |      |                                         |
| Max Lejeune (SFIO)                             |       |           |      |                                         |

## Liste des conseillers généraux de la Somme
| Canton                 | Conseillers           | Partis | Partis                       | Changements            |
| ---------------------- | --------------------- | ------ | ---------------------------- | ---------------------- |
| Abbeville-Nord         | Fernand Beaurain      |        | Rad.                         |                        |
| Abbeville-Sud          | Max Lejeune           |        | SFIO                         |                        |
| Acheux-en-Amiénois     | Pierre Herbet         |        | MRP                          |                        |
| Ailly-le-Haut-Clocher  | Bernard Maisant       |        | SFIO                         |                        |
| Ailly-sur-Noye         | Robert Verdez         |        | SFIO                         |                        |
| Albert                 | Charles Allassonnière |        | PCF                          |                        |
| Amiens-Nord-Ouest      | Léon Dupontreué       |        | PCF                          |                        |
| Amiens-Nord-Est        | Honeste Lagny         |        | PCF                          |                        |
| Amiens-Sud-Est         | Augustin Dujardin *   |        | PCF                          |                        |
| Amiens-Sud-Ouest       | Maurice Vast          |        | SFIO                         |                        |
| Ault                   | Victor Flamant        |        | PCF                          |                        |
| Bernaville             | Hubert Dubois         |        | RI (Rad. indé jusqu'en 1946) |                        |
| Boves                  | Louis Prot            |        | PCF                          |                        |
| Bray-sur-Somme         | Charles Deflandre     |        | SFIO                         |                        |
| Chaulnes               | Jean Gilbert-Jules    |        | Rad.                         |                        |
| Combles                | Gaston Deray          |        | PCF                          |                        |
| Conty                  | Max Modeste           |        | RPF (MRP jusqu'en 1947)      |                        |
| Corbie                 | Léon Lemaire *        |        | PCF                          |                        |
| Crécy-en-Ponthieu      | Hélène Lœuillet       |        | SFIO                         |                        |
| Domart-en-Ponthieu     | Jean Martin           |        | PCF (URR jusqu'en 1946)      |                        |
| Doullens               | Kléber Mopty          |        | Rad.                         |                        |
| Gamaches               | Marcelle Delabie      |        | Rad.                         |                        |
| Hallencourt            | Albert Lefebvre *     |        | Rad.                         |                        |
| Ham                    | Gaston Lejeune        |        | SFIO                         |                        |
| Hornoy-le-Bourg        | Gabriel Delétoille    |        | Rad.                         |                        |
| Molliens-Vidame        | Edmond Cavillon *     |        | Rad. indé                    |                        |
| Montdidier             | Georges Marcel        |        | SFIO                         |                        |
| Moreuil                | Maurice Leméré        |        | PCF                          |                        |
| Moyenneville           | Édouard Delozières    |        | SFIO                         |                        |
| Nesle                  | Pierre Doutrellot     |        | SFIO                         |                        |
| Nouvion                | Albert Foucy          |        | SFIO                         |                        |
| Oisemont               | Léon Niquet           |        | SFIO                         | Décédé le 10 août 1949 |
| Péronne                | Émile Vermond         |        | SFIO                         |                        |
| Picquigny              | Eugène Leclerecq      |        | Rad.                         |                        |
| Poix-de-Picardie       | Jules Delemotte       |        | MRP                          |                        |
| Roisel                 | Robert Ricaux         |        | SFIO                         |                        |
| Rosières-en-Santerre   | Henri Renu            |        | SFIO                         |                        |
| Roye                   | André Coël            |        | SFIO                         |                        |
| Rue                    | Gabriel Deray         |        | SFIO                         |                        |
| Saint-Valery-sur-Somme | René Delepierre       |        | MRP                          |                        |
| Villers-Bocage         | Richard Vilbert       |        | Rad.                         |                        |

*Conseillers généraux élus en 1937